# Galerie des emblèmes des pays du monde
Cet article présente les emblèmes des pays du monde par ordre alphabétique.
- Haut – A
- B
- C
- D
- E
- F
- G
- H
- I
- J
- K
- L
- M
- N
- O
- P
- Q
- R
- S
- T
- U
- V
- W
- X
- Y
- Z

## A

Armoiries de l'Afrique du Sud
Armoiries de l'Albanie
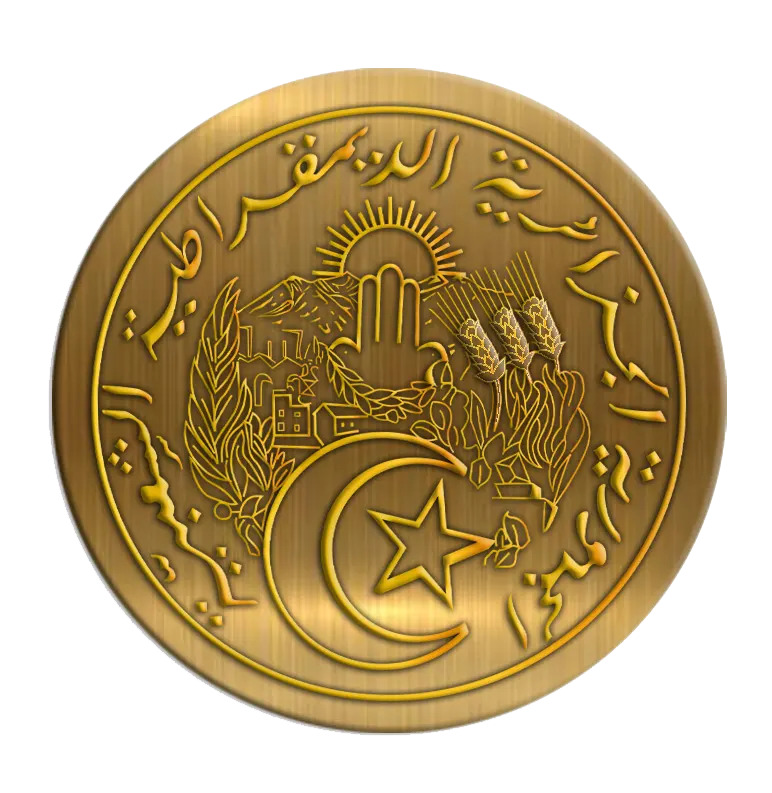
Emblème de l'Algérie
Armoiries de l’Allemagne
Armoiries de l’Andorre
Emblème de l’Angola
Armoiries d'Antigua-et-Barbuda
Emblème de l’Arabie saoudite
Armoiries de l’Argentine
Armoiries de l’Arménie
Armoiries de l’Australie
Armoiries de l’Autriche
Emblème de l’Azerbaïdjan

## B

Armoiries des Bahamas
Armoiries du Bahreïn
Emblème du Bangladesh
Armoiries de la Barbade
Armoiries de la Belgique
Armoiries du Belize
Armoiries du Bénin
Emblème du Bhoutan
Emblème de la Biélorussie
Armoiries de la Birmanie
Armoiries de la Bolivie
Armoiries de la Bosnie-Herzégovine
Armoiries du Botswana
Emblème du Brésil
Emblème du Brunei
Armoiries de la Bulgarie
Armoiries du Burkina Faso
Armoiries du Burundi

## C

Armoiries du Cambodge
Armoiries du Cameroun
Armoiries du Canada
Emblème du Cap-Vert
Armoiries de la République centrafricaine
Armoiries du Chili
Emblème de la République populaire de Chine
Armoiries de Chypre
Armoiries de la Colombie
Emblème des Comores
Armoiries de la République du Congo
Emblème de la République démocratique du Congo
Emblème de la Corée du Nord
Emblème de la Corée du Sud
Armoiries du Costa Rica
Armoiries de la Côte d'Ivoire
Armoiries de la Croatie
Armoiries de Cuba

## D

Armoiries du Danemark
Emblème de Djibouti
Armoiries de la Dominique
Armoiries de la République dominicaine

## E

Armoiries de l’Égypte
Armoiries des Émirats arabes unis
Armoiries de l’Équateur
Armoiries de l'Érythrée
Armoiries de l’Espagne
Armoiries de l’Estonie
Grand sceau des États-Unis
Emblème de l’Éthiopie
Armoiries de l'Eswatini

## F

Armoiries des Fidji
Armoiries de la Finlande
Armoiries de la France (non officiel)

## G

Armoiries du Gabon
Armoiries de la Gambie
Armoiries de la Géorgie
Armoiries du Ghana
Armoiries de la Grèce
Armoiries de la Grenade
Emblème du Guatemala
Armoiries de la Guinée
Emblème de la Guinée-Bissau
Armoiries de la Guinée -Équatoriale
Armoiries du Guyana

## H

Armoiries de Haïti
Emblème du Honduras
Armoiries de la Hongrie

## I

Emblème de l’Inde
Armoiries de l’Indonésie
Armoiries de l’Irak
Emblème de l’Iran
Armoiries de l’Irlande
Armoiries de l’Islande
Armoiries d’Israël
Emblème de l’Italie

## J

Armoiries de la Jamaïque
Sceau Impérial du Japon
Armoiries de la Jordanie

## K

Emblème du Kazakhstan
Armoiries du Kenya
Armoiries du Kosovo
Emblème du Kirghizistan
Armoiries des Kiribati
Emblème du Koweït

## L

Emblème du Laos
Armoiries du Lesotho
Armoiries de la Lettonie
Armoiries du Liban
Armoiries du Liberia
Armoiries de la Libye
Armoiries du Liechtenstein
Armoiries de la Lituanie
Armoiries du Luxembourg

## M

Emblème de la Macédoine du Nord
Emblème de Madagascar
Armoiries de la Malaisie
Armoiries du Malawi
Emblème des Maldives
Emblème du Mali
Armoiries de Malte
Armoiries du Maroc
Sceau des Îles Marshall
Armoiries de Maurice
Sceau de la Mauritanie
Emblème du Mexique
Sceau des États fédérés de Micronésie
Armoiries de la Moldavie
Armoiries de Monaco
Emblème de la Mongolie
Armoiries du Monténégro
Armoiries du Mozambique

## N

Armoiries de la Namibie
Armoiries de Nauru
Armoiries du Népal
Armoiries du Nicaragua
Armoiries du Niger
Armoiries du Nigeria
Armoiries de la Norvège
Armoiries de la Nouvelle-Zélande

## O

Emblème d’Oman
Armoiries de l’Ouganda
Emblème de l’Ouzbékistan

## P

Armoiries du Pakistan
Armoiries de la Palestine
Armoiries du Panama
Emblème de la Papouasie-Nouvelle-Guinée
Emblème du Paraguay
Armoiries des Pays-Bas
Armoiries du Pérou
Armoiries des Philippines
Armoiries de la Pologne
Armoiries du Portugal

## Q

Emblème du Qatar

## R

Armoiries de la Roumanie
Armoiries royales du Royaume-Uni
Armoiries de la Russie
Emblème du Rwanda

## S

Armoiries de Saint-Christophe-et-Niévès
Armoiries de Sainte-Lucie
Armoiries de Saint-Marin
Armoiries de Saint-Vincent-et-les-Grenadines
Armoiries des Îles Salomon
Armoiries du Salvador
Armoiries des Samoa
Armoiries de Sao Tomé-et-Principe
Armoiries du Sénégal
Armoiries de la Serbie
Armoiries des Seychelles
Armoiries de Sierra Leone
Armoiries de Singapour
Armoiries de la Slovaquie
Armoiries de la Slovénie
Armoiries de la Somalie
Emblème du Soudan
Armoiries du Soudan du Sud
Emblème du Sri Lanka
Armoiries de la Suède
Armoiries de la Suisse
Armoiries du Suriname
Armoiries de la Syrie

## T

Armoiries du Tadjikistan
Armoiries de la Tanzanie
Armoiries du Tchad
Armoiries de la République tchèque
Emblème de la Thaïlande
Armoiries du Timor oriental
Emblème de Taïwan, République de Chine
Armoiries du Togo
Armoiries des Tonga
Armoiries de Trinité-et-Tobago
Armoiries de la Tunisie
Emblème du Turkménistan
Armoiries de la Turquie
Armoiries des Tuvalu

## U

Armoiries de l’Ukraine
Armoiries de l’Uruguay

## V

Emblème du Vanuatu
Armoiries du Vatican
Armoiries du Venezuela
Emblème du Viêt Nam

## Y

Armoiries du Yémen

## Z

Armoiries de la Zambie
Armoiries du Zimbabwe

## Territoires, Dépendances et Entités secondaires

### Australie

#### États fédérés

Armoiries de l'Australie-Occidentale
Armoiries de la Nouvelle-Galles du Sud
Armoiries du Queensland
Armoiries de la Tasmanie
Armoiries de Victoria

#### Territoires intérieurs

Armoiries du Territoire de la capitale australienne

#### Territoires extérieurs

Armoiries des Îles Cocos
Armoiries de l'Île Norfolk

### Belgique-Régions

Armoiries de la Région de Bruxelles-Capitale
Armoiries de la Flandre
Armoiries de la Wallonie

### Canada

#### Provinces

Armoiries de l'Alberta
Armoiries de la Colombie-Britannique
Armoiries de l'Île-du-Prince-Édouard
Armoiries du Manitoba
Armoiries du Nouveau-Brunswick
Armoiries de la Nouvelle-Écosse
Armoiries de l'Ontario
Armoiries du Québec
Armoiries de la Saskatchewan
Armoiries de Terre-Neuve-et-Labrador

#### Territoires

Armoiries du Nunavut
Armoiries des Territoires du Nord-Ouest
Armoiries du Yukon

### Chili

Armoiries de l'Île de Pâques
Armoiries de l'Archipel Juan Fernández

### Chine-Régions administratives spéciales

Emblème de Hong Kong
Emblème de Macao

### Danemark- Territoires autonomes

Armoiries des îles Féroé
Armoiries du Groenland

### Espagne

#### Villes autonomes

Armoiries de Ceuta
Armoiries de Melilla

#### Communautés autonomes

Armoiries des Îles Canaries

#### Présides

Armoiries des Îles Zaffarines

### États-Unis

#### États libres associés aux États-Unis

Armoiries de Porto Rico
Sceau des îles Mariannes du Nord

#### Territoires non-incorporés aux États-Unis

Armoiries de Guam
Sceau des îles Vierges des États-Unis
Sceau des Samoa américaines

### Finlande- État libre associé

Armoiries d'Åland

### France- Départements et collectivités d'outre-mer

#### Départements et régions d'outre-mer(DROM)

Armoiries de la Guadeloupe
Armoiries de la Guyane
Armoiries de la Martinique
Armoiries de Mayotte
Armoiries de La Réunion

#### Collectivités d'outre-mer(COM)

Armoiries de la Polynésie française
Armoiries de Saint-Barthélemy
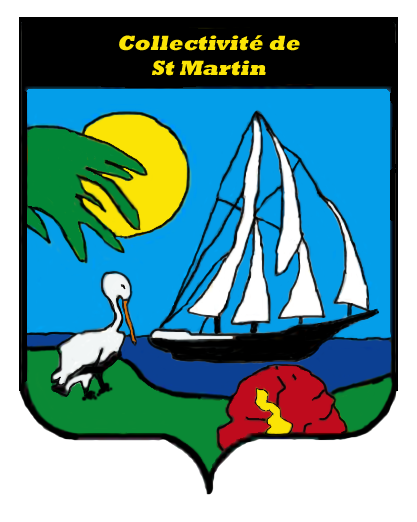
Armoiries de Saint-Martin
Armoiries de Saint-Pierre-et-Miquelon
Armoiries de Wallis-et-Futuna

#### Collectivitésui generis

Emblème de la Nouvelle-Calédonie

#### Territoire d'outre-mer(TOM)

Armoiries des Terres australes et antarctiques françaises

### Nouvelle-Zélande- Territoires

Armoiries des îles Cook
Sceau de Niue
Armoiries des Tokelau

### Papouasie-Nouvelle-Guinée- Région autonome

Armoiries des îles Bougainville

### Pays-Bas

#### Territoires autonomes du Royaume des Pays-Bas

Armoiries d'Aruba
Armoiries de Bonaire
Armoiries de Curaçao
Armoiries de Saint-Martin

#### Communes néerlandaises à statut particulier

Armoiries de Saba
Armoiries de Saint-Eustache

### Philippines- Région autonome

Sceau de Bangsamoro

### Portugal- Régions autonomes

Armoiries des Açores
Armoiries de Madère

### Royaume-Uni

#### Dépendances de la Couronne britannique

Armoiries de Guernesey
Armoiries de Jersey
Armoiries de Man
Armoiries d'Aurigny
Armoiries de Herm
Armoiries de Sercq

#### Territoires britanniques d'outre-mer

Armoiries d’Anguilla
Armoiries des Bermudes
Armoiries des îles Caïmans
Armoiries de la Géorgie du Sud-et-les Îles Sandwich du Sud
Armoiries de Gibraltar
Armoiries des îles Malouines
Armoiries de Montserrat
Armoiries de Pitcairn
Armoiries de Sainte-Hélène
Armoiries de Tristan da Cunha
Armoiries des Îles Turks-et-Caïcos
Armoiries des îles Vierges britanniques
Armoiries du territoire britannique de l'océan Indien
Armoiries du Territoire britannique antarctique

#### Nations du Royaume-Uni

Armoiries de l’Angleterre
Armoiries de l'Écosse
Armoiries du pays de Galles
Armoiries de l'Irlande du Nord

### Ukraine- République autonome

Armoiries de la Crimée

## États et territoires non reconnus et/ou contestés, gouvernements en exil

### Afrique

Armoiries de la République arabe sahraouie démocratique
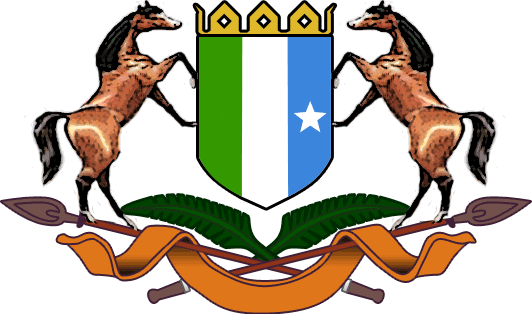
Armoiries du Pount
Armoiries du Somaliland

### Asie

Armoiries du Tibet
Emblème de Fédération démocratique du Rojava
Armoiries de la République du Viêt Nam en exil

### Europe

Armoiries de l'Abkhazie
Armoiries de Chypre du Nord
Emblème du Haut-Karabagh
Armoiries de l'Ordre de Malte
Emblème de l'Ossétie du Sud
Armoiries de la Transnistrie
Armoiries de Sealand